# Лехновка (Киевская область)

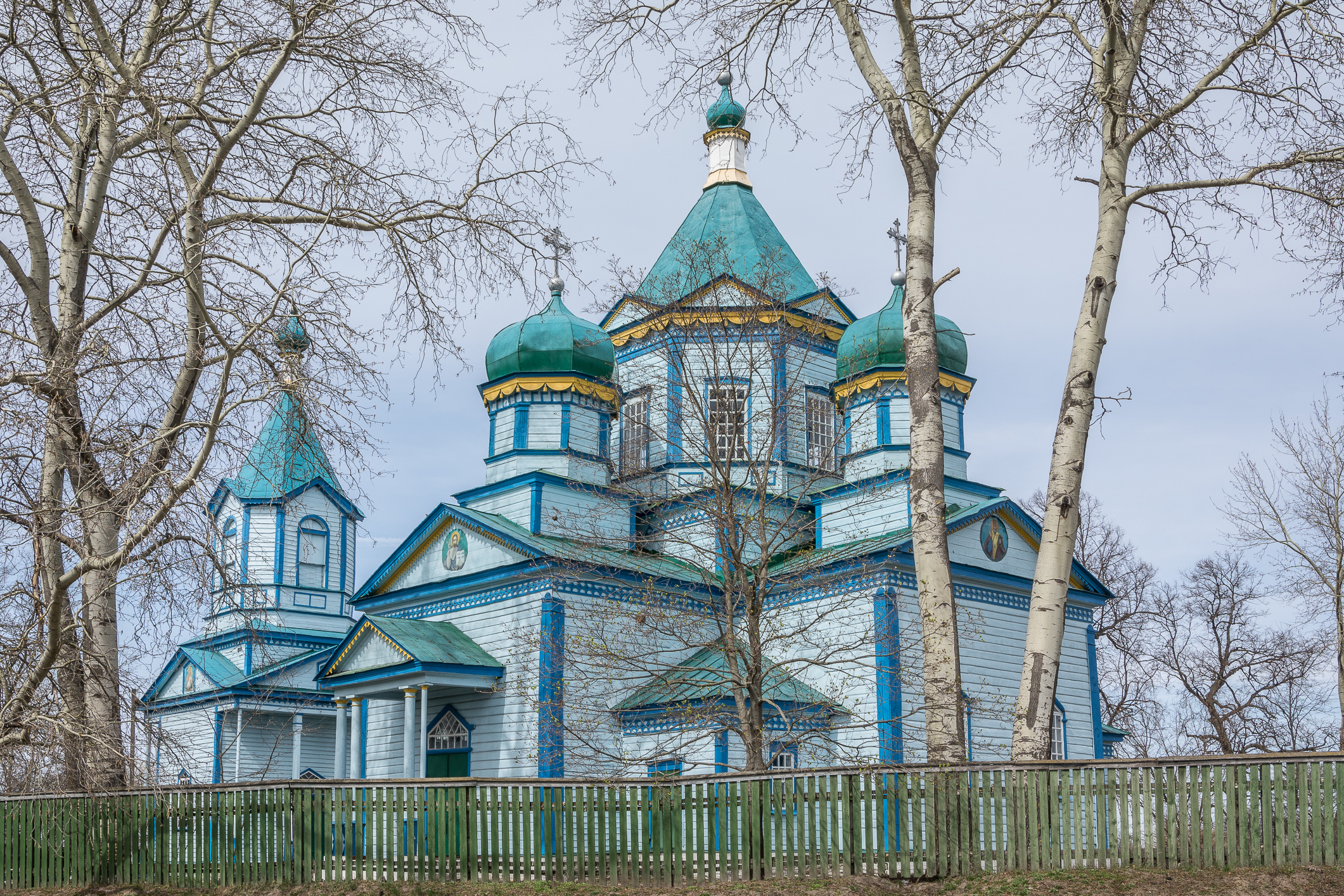
Церковь Рождества Иоанна Предтечи

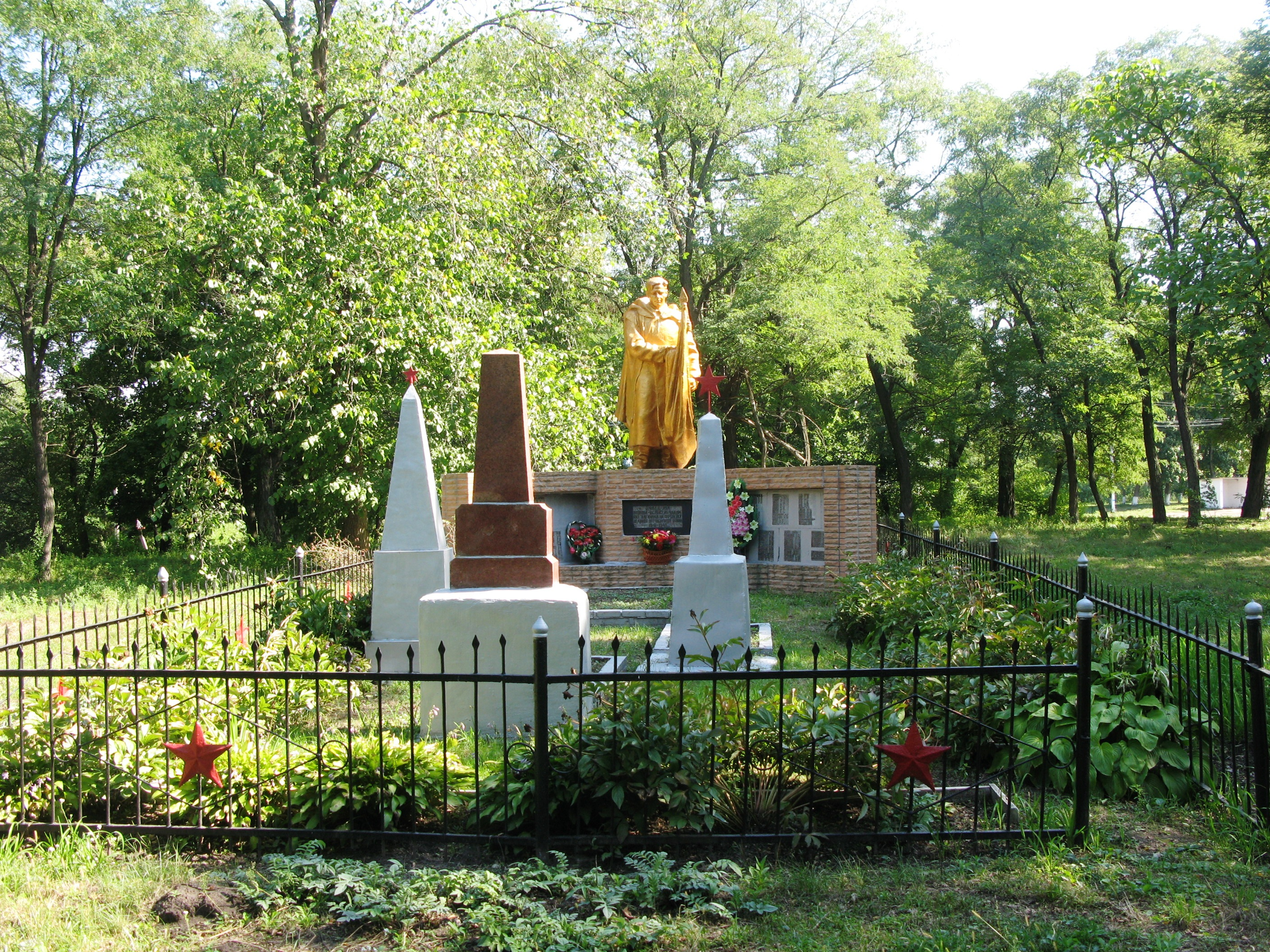
Братская могила воинов Красной Армии, погибших в ВОВ

Лехно́вка (укр. Лехнівка) — село, входит в Березанскую городскую общину Броварского района Киевской области Украины. До 2020 года входило в состав Барышевского района.

## География
Село расположено на левом берегу реки Недры (бассейн Днепра). Занимает площадь 3,65 км².

## Население
Население по переписи 2001 года составляло 1457 человек.

## Местный совет
Село Лехновка — административный центр Лехновского сельского совета.
Адрес местного совета: 07532, Киевская обл., Барышевский р-н, c. Лехновка, бульвар Центральный, 14-а.